# 宮城県立利府支援学校
宮城県立利府支援学校（みやぎけんりつ りふしえんがっこう）は、宮城県宮城郡利府町沢乙字向山にある県立特別支援学校。知的障害を主な教育領域とする。

## 概要
通学区は、宮城郡のほか、塩竈市・多賀城市・富谷市・黒川郡だけでなく、仙台市泉区・宮城野区・若林区の各一部など広範囲にわたっている。
仙台市内には、県立の知的障害を教育領域とする特別支援学校が、宮城県立小松島支援学校開校まで、宮城県立光明支援学校しかなかったこともあり、宮城県立名取支援学校とともに、仙台市の一部も学区に入っており、児童生徒数増に追い付かず、校地内にプレハブを建設してかろうじて対処している状況となっている。
2014年度には、小松島支援学校の開校や光明支援学校の小学部校舎の別立地化を行ったにもかかわらず、これだけでは、本校を含めて、仙台市および仙台周辺部圏での知的障害対象の支援学校環境の狭小状態が解消されたとはいえず、さらなる分校や分教室の開設などの設置が急務とされる。

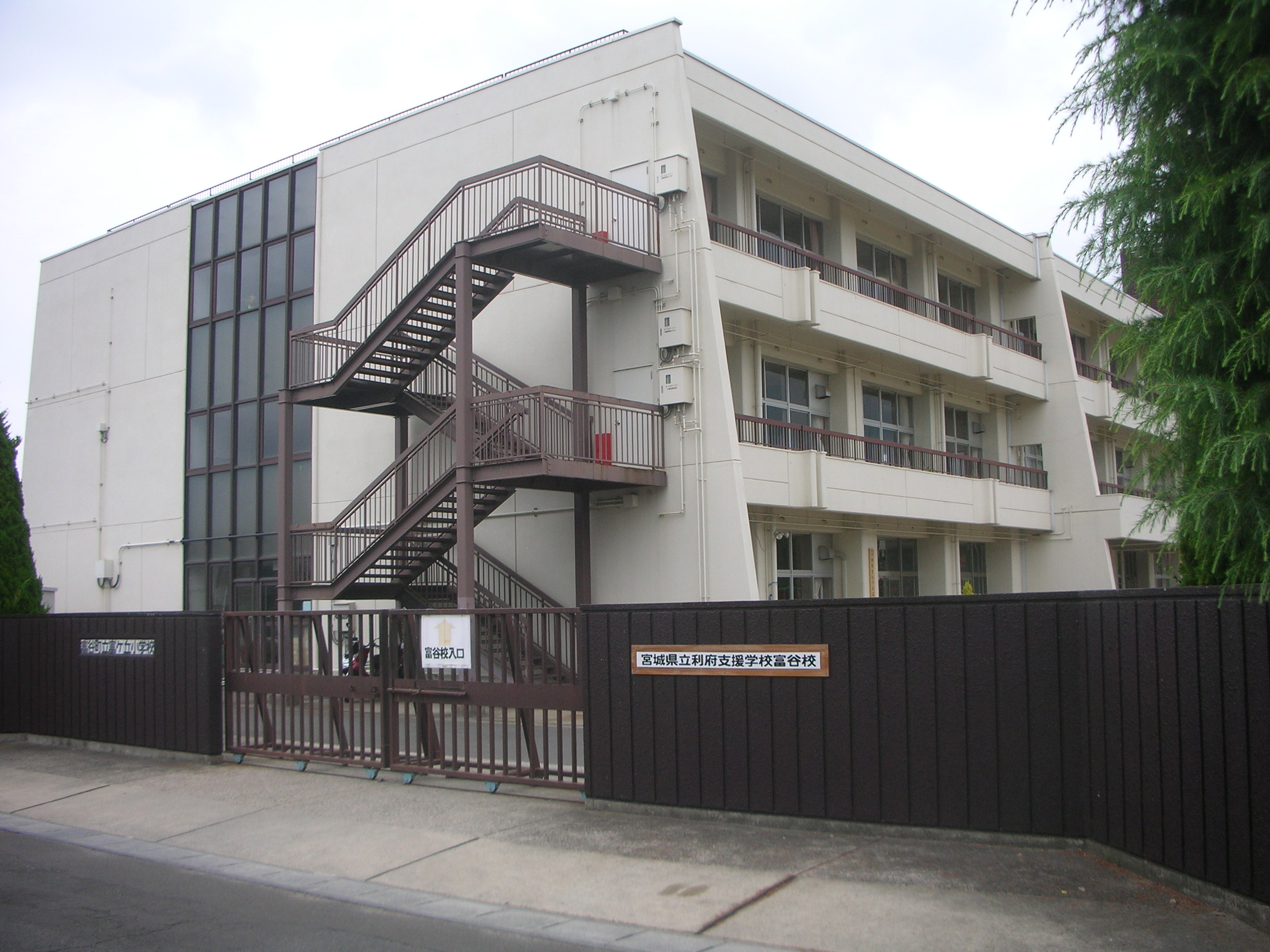
宮城県立利府支援学校富谷校

## 沿革
- 1989年（平成元年） - 宮城県立利府養護学校として開校（いずれも、1979年に開設された宮城県立光明養護学校泉分教室[1]および同塩竈分教室[2]を廃止する形で新設）。
- 1991年（平成3年） - 高等部を設置する。
- 1994年（平成6年） - 学区変更を実施。
- 2009年（平成21年） - 宮城県立利府支援学校に改称。
- 2011年（平成23年） - 黒川郡富谷町（現・富谷市）に当校の富谷校を設置[3]。
- 2017年（平成29年） - 塩竈市に当校の塩竈校を設置[4]。
- 2025年（令和7年） - 小松島支援学校松陵校の新設独立校化に伴い、新設校に富谷市、大和町、大衡村の中学部・高等部生徒を転出させ、併せて富谷校を松陵支援学校へ移管予定。

## 学部
- 小学部
- 中学部
- 高等部

## 交通アクセス
- 東日本旅客鉄道（JR東日本）東北本線（利府支線） 利府駅より西へ1.4km、徒歩20分